# Ніклас Акерблад
Ніклас Акерблад (народився 17 квітня 1983 року), відомий під псевдонімом El Huervo — шведський художник і музикант, відомий своїми картинами маслом, аквареллю та відеоігровими картинами. Його портрети відомі своєю сміливою та яскравою природою. Широким обсягом своїх робіт Акерблад привернув значну увагу після успіху відеогри Hotline Miami, для якої він створив обкладинку разом із її наступною частиною Hotline Miami 2: Wrong Number. Акерблад також був єдиним художником для інших відеоігор, таких як -  Kometen і Else Heart. Break(). Акерблад також широко відомий тим, що регулярно створює обкладинки для Bandcamp Weekly, офіційного подкасту Bandcamp. Акерблад також є музикантом із великою дискографією та створив саундтреки до кількох відеоігор.

## Біографія

### Раннє життя
Акерблад виріс у Гетеборзі, найбільшому портовому місті скандинавських країн. У дитинстві Акерблад проводив більшу частину свого часу вдома, малюючи, під впливом мистецтва коміксів і обкладинок відеоігор. Він був щастливим, живучи простим життям і вільно займаючись творчістю. Він рано зацікавився мистецтвом, часто малюючи монстрів, комічних героїв і маски. У молодості Акерблад відкрив для себе роботи Стена Сакаї, Мебіуса та Едварда Хоппера, які він вивчав і надихався ними. Пізніше, працюючи концептуальним художником для ігрової студії, він прийме рішення серйозно зайнятися незалежним мистецтвом. До цього часу він переважно писав або аквареллю з контурами тушшю, або строго олією на полотні. Він експериментував із протиріччям і сміливістю, часто працюючи з палітрами яскравих кольорів. Цей стиль в основному залишався незмінною частиною в його майбутніх роботах разом із змішуванням жаху та краси. Теми картин Акерблада, — любов і соціальне гноблення. Його роботи містять черепа, маски та різні елементи Danse Macabre. Коли його запитали, звідки він бере натхнення, Акерблад відповів: «Повсякденне життя може бути таким скучним. Мистецтво — це пригоди. Тому я хочу дослідити якомога більше, перш ніж померти. Це просто дуже сильне покликання».

### Прорив
У 2012 році Акерблад проводив все більше часу зі своїми друзями та колегами-шведськими художниками Деннісом Ведіном і Джонатаном Седерстремом, коли він дізнався про Hotline Miami, який все ще перебуває на ранніх стадіях розробки. Вони створили партнерство під назвою Dennaton Games, і їм було потрібно місце, щоб завершити роботу над грою. Акерблад запропонував свою квартиру, і домовленості тривали до завершення створення Hotline Miami. Коли Ведін і Седерстрем попросили Акерблада створити обкладинку для Hotline Miami, у них ще не було конкретного бачення художнього стилю гри, якого вони хотіли. Акерблад використав власну інтерпретацію, щоб створити обкладинку, яка демонструє сюрреалістичну яскравість і насильство 80-х у Маямі. Акерблад створив кілька варіантів обкладинки, перш ніж завершити остаточний проєкт, який Деннатон прийняв. Тоді Акерблад витратив ще три дні на допрацювання обкладинки, яка стала культовою обкладинкою Hotline Miami.

## Відеоігровий живопис
Акерблад отримав широке визнання за свій відеоігровий живопис. У 2008 році Акерблад створив концепт-арт, на якому базується гра Colosseum від Shortfuse Games. Акерблад працював дизайнером персонажів і аніматором у Shortfuse Games.
У 2010 році під час обговорення співпраці для потенційної гри про дослідження космосу зі шведським розробником ігор Еріком Сведангом Акербладу було доручено створити всі концепти. Сведан і Акерблад тісно співпрацювали, щоб створити Kometen. Акерблад створив усі концепт-арти, використовуючи акварель, і гру пізніше буде описано як «розкішний дослідницький досвід». Для мистецтва Кометена Акерблад вирішив створити візуально стимулюючі планети, які гравець може відкрити. Кожна планета представляла різні людські почуття, такі як параноя, невидима небезпека та обман. Акерблад пояснив, що він хотів, щоб його ігровий живопис передавав гравцеві те, що слова не можуть.
У 2012 році Акерблад проілюстрував обкладинку для екшен-гри Hotline Miami з видом зверху, а також наступну частину гри Hotline Miami 2: Wrong Number, посилаючись на франшизу Silent Hill. Обкладинка Hotline Miami принесла Акербладу визнання критиків і широку увагу, коли Hotline Miami було продано понад 1,5 мільйона копій, незважаючи на шалене піратство. Обкладинка Акерблада стала культовою, коли Hotline Miami здобула культовий статус, а обкладинка Акербальда була його візитною карткою. Денніс Ведін і Джонатан Седерстрем, творці Hotline Miami, створили персонажів гри на основі реальних людей; Акербальд був оснвою такого персонажа як Борода, який повертається як ігровий персонаж у Wrong Number. Борода зазвичай залишається за прилавком свого магазинчика і розповідає про поточні події, посилаючись на попередній ігровий процес.
Після співпраці з геймдизайнером Еріком Сведангом над кількома іграми Акербальд взявся за дизайн 3D- пригодницької гри Else Heart. Break(), яка була опублікована у 2015 році. Малюнки Акербальда знову було визнано, коли Else Heart. Break() було номіновано на премію IGF Excellence in Visual Art Award 2015. На запитання про унікальний візуальний стиль Else Heart. Break(), Акербальд заявив, що «шведська телевізійна програма Skrot-Nisse почала справляти на нього великий вплив. Це лялькова вистава, і вся сценографія зроблена вручну та дуже продумано у своєму виконанні, створюючи майже перенасичений рівень деталей».

## Музика
Акербальд також є музикантом із великою дискографією. Він створив відомі треки для Hotline Miami та Hotline Miami 2: Wrong Number, такі як «Crush», «Daisuke», «Turf», «Ghost» і «Rust». Акербальда попросили створити більше музики для Hotline Miami після того, як його творці прослухали трек під назвою «Daisuke» і хотіли, щоб у грі був цей особливий стиль і настрій ло-файної музики, що калатає серце. Коли Тімоті Кортні запитав, що стало переломним моментом для музики Акербальда, Акербальд відповів: «Шелбі Сінка грав на гітарі Daisuke, що стало безперечним проривом для моєї музики». Пізніше музика Акербальда була визнана, коли Hotline Miami отримала нагороду IGN Best PC Sound Award 2012. Музика Акербальда отримала ще більше визнання, коли саундтрек до Hotline Miami отримав нагороду «Найкраща музика року 2012» від журналу PC Gamer Magazine. У 2014 році був випущений 3-дисковий вініловий альбом, що містить треки для обох ігор Hotline Miami, які включали видатні треки Акербальда, а також треки M|O|O|N і Perturbator. Акербальд також створив обкладинку альбому для випуску подвійного саундтреку. У 2015 році Акербальд створив переважну більшу частину звукової доріжки для пригодницької гри Else Heart. Break(). Акербальд є учасником рок-гурту Crystal Boys. У 2014 році Crystal Boys випустили дебютний альбом «Let It Slip». Акербальд створив дискографію з понад 100 треків. Під псевдонімом El Huervo він також створив музику для гри Steamworld Dig 2.

### Дискографія

#### Альбоми
- To Stop You Must Die (січень 2011, Шведська Колумбія)
- World's End (травень 2015, Шведська Колумбія)
- Vandereer (березень 2016, Шведська Колумбія)
- A Thing With Feathers (червень 2020, Шведська Колумбія)
- Sambandh (листопад 2020 р., Шведська Колумбія)
- Flammarion (жовтень 2021, Шведська Колумбія)
- When In Dream (грудень 2023, El Huervo Casserne)

#### ЕР'sи
- Do Not Lay Waste To Homes... (травень 2012 р., Шведська Колумбія)
- ...Where You Must Rest Your weary Bones (червень 2012, Шведська Колумбія)

#### Сінгли
- Daisuke (червень 2014, Шведська Колумбія)
- Turf (грудень 2014, Шведська Колумбія)
- Rust b/w Ghost (червень 2015, Шведська Колумбія)
- Le Temps (грудень 2017, Шведська Колумбія)
- The Setup (листопад 2018 р., Шведська Колумбія)